# Crocallis
Crocallis is een geslacht van vlinders uit de familie van de spanners (Geometridae) en de onderfamilie Ennominae.

## Soorten
- C. albarracina Wehrli, 1940
- C. auberti Oberthur, 1883
- C. bacalladoi Pinker, 1978
- C. boisduvalaria Lucas, 1849
- C. boisduvaliaria (H. Lucas, 1849)
- C. cypriaca Fischer, 2003
- C. dardoinaria Donzel, 1840
- C. elinguaria (Linnaeus, 1758) - kortzuiger
- C. fuliginosa Rothschild, 1912
- C. guadaria Schaus, 1901
- C. helenaria Ruckdeschel, 2006
- C. inexpectata Warnecke, 1940
- C. jordanaria Staudinger, 1897
- C. klapperichi Wiltshire, 1961
- C. maculifascia Dognin, 1902
- C. matillae Pinker, 1974
- C. mirabica Brandt, 1941
- C. multilinea Warren, 1900
- C. rjabovi Wehrli, 1936
- C. tusciaria (Borkhausen, 1793)